# 2025－2026年西南印度洋熱帶氣旋季
2025-2026年西南印度洋熱帶氣旋季在2025年7月16日開始。
此文內容只包含在西南印度洋形成的熱帶氣旋的介紹。
風暴是由留尼汪氣象部發出報告。如果一個熱帶低氣壓在南緯0-40度，東經31-55度之間增強為中度熱帶風暴的話，馬達加斯加就會為它命名。當一個熱帶低氣壓在南緯0-40度，東經55-90度之間增強為中度熱帶風暴，毛里求斯將會為它命名。

## 已被國際命名的熱帶氣旋
- 如果一個熱帶低氣壓在南緯0-40度，東經31-90度之間增強為中度熱帶風暴的話，馬達加斯加或毛里求斯就會為它命名。由於每年都會有新的名字清單，所以不會停用名字。

以下所有氣旋的強度及其他相關資訊均以留尼汪氣象部公報為準。

### 中度熱帶風暴阿沃（Awo）
8月4日，一個熱帶擾動在英屬印度洋領地西方遠洋形成，美國海軍研究實驗室給予擾動編號91S。
8月7日清晨4時，聯合颱風警報中心將其升格為熱帶風暴，給予熱帶氣旋編號02S。上午10時，留尼汪氣象部將集結在南緯7.5度，東經61.4度的熱帶風暴02S評為熱帶低氣壓，給予編號02。下午2時，毛里求斯氣象局認為其達到中度熱帶風暴強度，將其命名為阿沃（Awo）。下午4時，留尼旺氣象部將其升格為中度熱帶風暴。
8月8日上午10時，留尼汪氣象部將其降格為熱帶低氣壓，並對阿沃發佈最後一報。同時，聯合台風警報中心對其發佈最後警報。

## 未被國際命名的熱帶氣旋
除了被命名的熱帶氣旋外，還有一些沒被命名的低氣壓和被聯合颱風警報中心認為是熱帶風暴的熱帶氣旋。以下列出那些熱帶氣旋的資料。

### 熱帶低氣壓01
7月13日，一個熱帶擾動在科科斯群島西北方遠洋形成，美國海軍研究實驗室給予擾動編號90S。
7月16日下午3時，留尼汪氣象部將集結在南緯9.5度，東經90.8度的熱帶擾動90S評為不穩定天氣區，給予編號01；同時預計其即將進入責任區域。晚上10時，聯合颱風警報中心將其升格為熱帶風暴，給予熱帶氣旋編號01S。
7月17日上午10時，留尼汪氣象部將其升格為熱帶低氣壓。
7月18日下午4時，留尼汪氣象局對其發佈最後一報。晚上10時，聯合颱風警報中心對其發佈最後警報。

## 風暴名單
西南印度洋的熱帶氣旋是由世界氣象組織西南印度洋熱帶氣旋委員會命名。由毛里裘斯、馬拉維、莫桑比克、納米比亞、塞舌爾、南非、斯威士蘭、津巴布韋、坦桑尼亞、博茨瓦納、科摩羅、萊索托和馬達加斯加提供名字。當熱帶氣旋在東經55度以西達到「中度熱帶風暴」的強度，位於馬達加斯加的熱帶氣旋警告中心就會為該系統命名。當熱帶氣旋在東經55度及東經90度之間達到「中度熱帶風暴」的強度，位於毛里裘斯的熱帶氣旋警告中心就會為該系統命名。本年未用名稱以灰色表示，黑體字表示今年已經使用過，粗體名稱表示該風暴活躍中，橙色表示下一個即將使用的熱帶氣旋名稱。每季風暴名稱僅使用一次，季後留尼旺氣象部會把已使用的名稱除名，未使用的名稱將會保留至下一輪中使用。
| - Awo - Blossom - Chenge（未用） - Dudzai（未用） - Ewetse（未用） - Fytia（未用） - Gezani（未用） - Horacio（未用） - Indusa（未用） | - Juluka（未用） - Kundai（未用） - Lisebo（未用） - Michel（未用） - Nousra（未用） - Olivier（未用） - Pokera（未用） - Quincy（未用） - Rebaone（未用） | - Salama（未用） - Tristan（未用） - Ursula（未用） - Violet（未用） - Wilson（未用） - Xila（未用） - Yekela（未用） - Zania（未用） |

如果熱帶氣旋從澳洲地區進入西南印度洋（在東經90度以西），它會繼續沿用澳洲氣象局為它命名的名字。以下的熱帶氣旋都是使用這方法作出命名。

## 氣旋季影響
以下表格顯示了2025－2026年西南印度洋熱帶氣旋季的所有熱帶氣旋以及它們的登陸資料。在括號內的死亡人數屬於非直接，但仍與風暴有關的死亡。所有破壞及死亡數字都包括風暴在擾動及溫帶氣旋階段時的資料。
| 風暴名稱    | 持續日期                 | 最高強度     | 持續風速     | 氣壓                           | 影響地區     | 損失 （美元） | 死亡人數 | 來源 |
| ----------- | ------------------------ | ------------ | ------------ | ------------------------------ | ------------ | ------------- | -------- | ---- |
| 01          | 7月16日－7月18日         | 熱帶低氣壓   | 每小時55公里 | 1,001百帕斯卡（29.56英寸汞柱） | 無           | 無            | 無       |      |
| 阿沃        | 8月7日－8月8日           | 中度熱帶風暴 | 每小時65公里 | 1,000百帕斯卡（29.53英寸汞柱） | 阿加萊加群島 | 無            | 無       |      |
| 季節總結    |                          |              |              |                                |              |               |          |      |
| 2個熱帶氣旋 | 7月16日 －（風季未結束） |              | 每小時65公里 | 1,000百帕斯卡（29.53英寸汞柱） |              | 無            | 無       |      |

## 外部連結
- 聯合颱風警報中心 (JTWC)（页面存档备份，存于）
- 法國氣象局 (RSMC La Réunion)（页面存档备份，存于）
- 世界氣象組織（页面存档备份，存于）